# بیرکا
بیرکا (به سوئدی: Birka) یک سکونتگاه با اهمیت تجاری در دوره وایکینگ‌ها در جزیره بیورکو در کشور کنونی سوئد بود.